# Динамо (футбольний клуб, Гнідинці)
«Дина́мо» — український футбольний клуб із села Гнідинці Варвинської селищної територіальної громади Прилуцького району (колишнього Варвинського району) Чернігівської області, учасник районних, обласних змагань, Південної футбольної ліги (включає в себе території колишніх Срібнянського, Талалаївського, Ічнянського, Прилуцького Варвинського районів). Футбольний клуб свою новітню історію розпочав у 2016 році. Головними здобутками Динамо є чемпіонство Варвинського району 2018 року. Єдина сільська команда Варвинської СТГ (за період участі в ПФЛ), яка проводить свої домашні матчі в рідному селі, на власному скромному сільському стадіоні.

## Незвідані роки
Виступи команди з Гнідинець на районному рівні, впевнений, були і в 80-х, 90-х, на початку 2000-х років. На жаль, архівні дані на сьогоднішній день не збереглися.

## Сезони 2008—2009 років. ФК «Гнідинці»
ФК «Гнідинці», як називалася на той час команда, здобув бронзові медалі Кубку ім.. М. О. Галушки 2008 року. Наступного року команда піднялася на один щабель вище, грала у фіналі та здобула срібні медалі Кубку ім.. М. О. Галушки 2009 року.

## Виступи 2011—2015рр. ФК «Мрія»

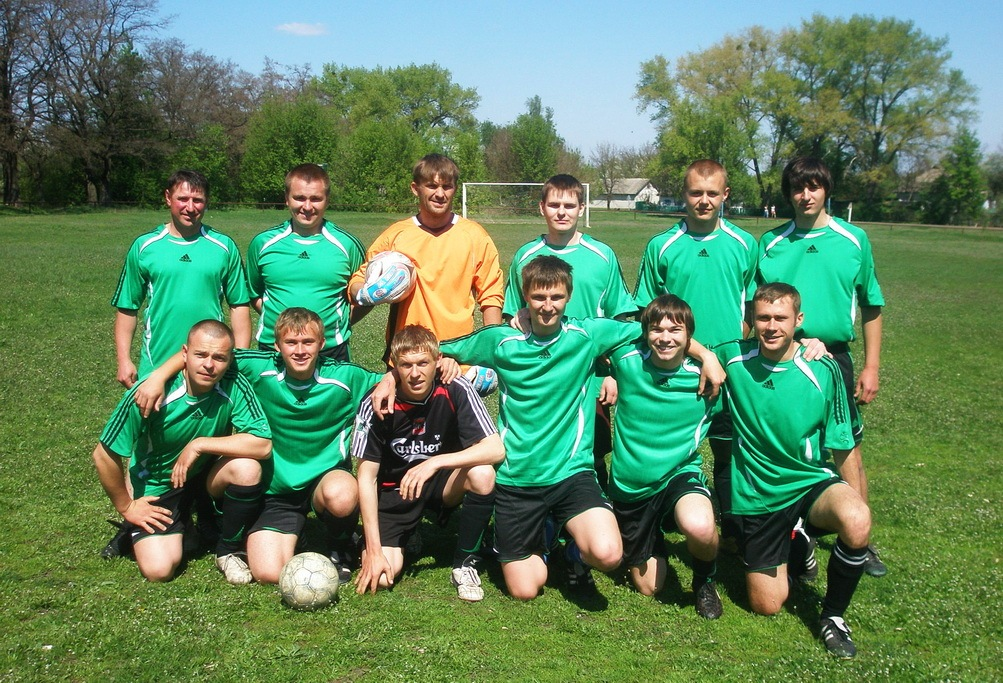
ФК "Мрія" Гнідинці, 2011 рік

За ці п'ять років повноцінним був лише один сезон — 2011 року. В даному сезоні після річної паузи були відновлені виступи команди під новою назвою ФК «Мрія». 26 червня 2011 року команду на поле вивів новий капітан — Олексій Бойко, який прийняв естафету від свого одноклубника Юрія Дейкуна.
Мрія стала фіналістом Кубку Варвинського району. ¼ фіналу — перемога над Журавкою 1:0; ½ кубку — перемога над Озерянами 1:0; фінал — поразка від Антонівки 0:2.
Участь у фіналі Кубку давала надії на хороший виступ в чемпіонаті району. Але… команда з тріском провалила Чемпіонат Варвинського району, який пройшов під назвою «Народний Кубок» (перший Чемпіонат, який пройшов не під егідою районної федерації футболу, а за ініціативи місцевих любителів футболу). В результаті ФК «Мрія» зайняв останнє четверте місце в Чемпіонаті.
Здавалося б, почалася нова сторінка в історії гнідинцівського футболу. Хоча почалася і з глевкого млинця, але містила в собі перспективи розвитку. Продовження не було. Основні причини — це відсутність достатньої кількості місцевих гравців. Досвідчені вікові гравці вже не тягнули, про що свідчили результати сезону. Юне підростаюче покоління швидко втратило інтерес до футболу, також частина гравців виїхали на постійне місце проживання далеко а межі Гнідинець.
В часи 2012—2015 років ті гнідинчани, які залишилися, виступали в складі різних колективів (ФК «РВ УМВС», ФК «Брага», ФК «Прогрес», ФК «ІСТ-Агро», ФК «Журавка») на різних рівнях (Чемпіонат Варвинського району, Чемпіонат Чернігівської області, Чемпіонат Варвинського району формату 7х7).

## Новітня історія (2016— …). ФК «Динамо»
Сезон 2016 року став для гнідинчан початком нового етапу. Була представлена повноцінна самостійна усталена команда під назвою ФК «Динамо» село Гнідинці. Першу свою офіційну гру динамівці зіграли 30 квітня 2016 року в ¼ Кубку Варвинського району проти ФК «Озеряни». Основний час закінчився з рахунком 1:1, а дебютним голом за команду відзначився Анатолій Коваленко. В серії пенальті також забивали Руслан Гиленко, Ярослав Назим, Василь Ясінко, Євген Марунденко. Також відзначу ключовий сейв у серії післяматчевих пенальті, який здійснив воротар — Владислав Бобир.
Як бачимо, організаторам довелося відійти від концепції місцевих виконавців, так як їх просто не було. На допомогу команді прийшли гравці з Антонівки, Варви. Пізніше з'явилися легіонери з інших населених пунктів.

### Сезон 2016 року.

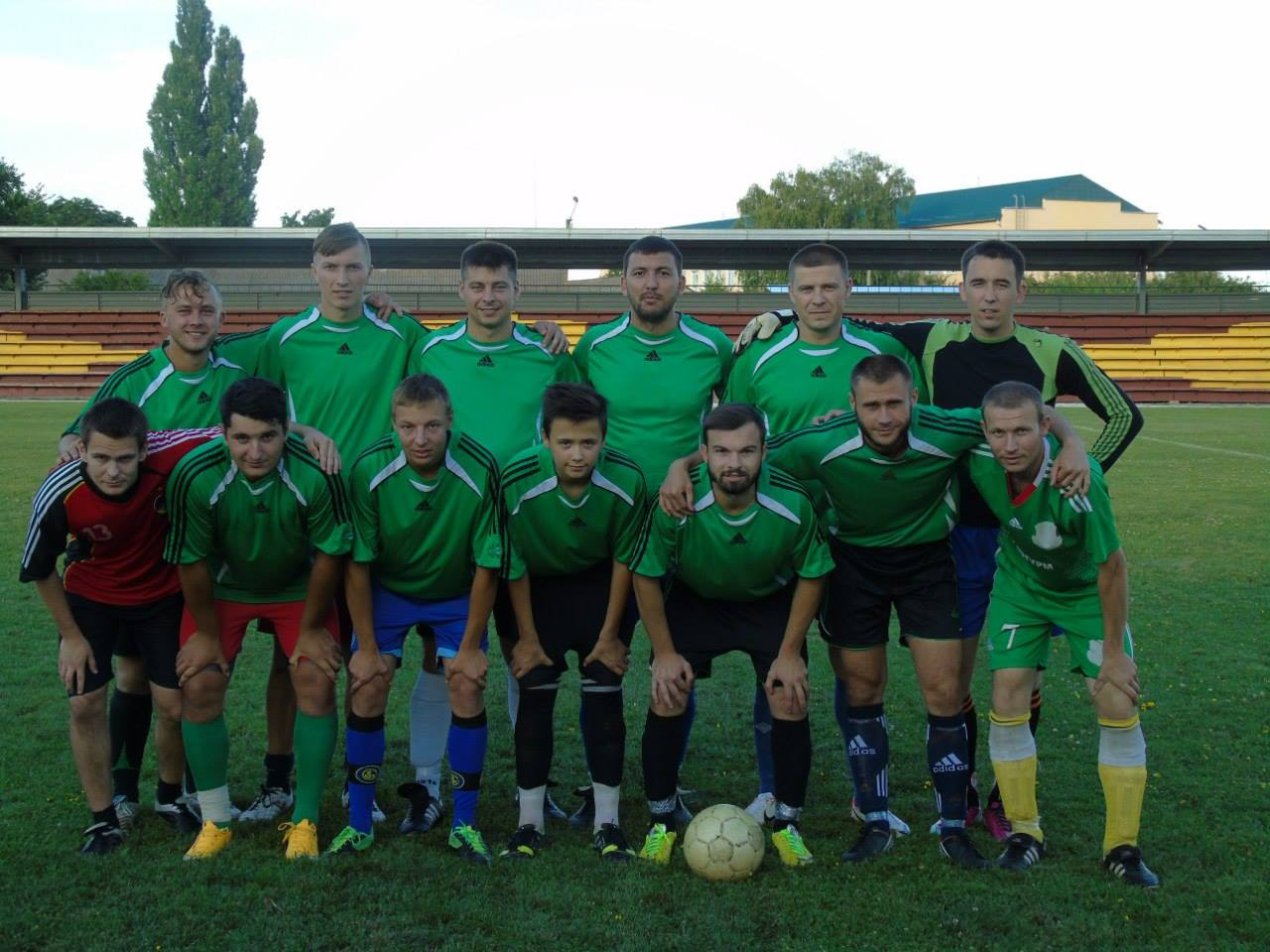
ФК "Динамо" Гнідинці, 2016

Гнідинчани брали участь у районних змаганнях: Кубок та Чемпіонат району. На стадії ¼ Кубку Динамо пройшло Озеряни в серії післяматчевих пенальті. У півфіналі команда зазнала нищівної поразки від ГПЗ 0:7, на чому і закінчила кубкові виступи. В чемпіонаті динамівці до останнього туру вели боротьбу за бронзові медалі. У вирішальній очній зустрічі із ФК «Журавка», в якій гнідинчанам необхідна була тільки перемога, останні програли 0:1 і посіли четверту сходинку. Кращим бомбардиром сезону став Сергій Шеметун — 12 голів.

### Сезон 2017 року.

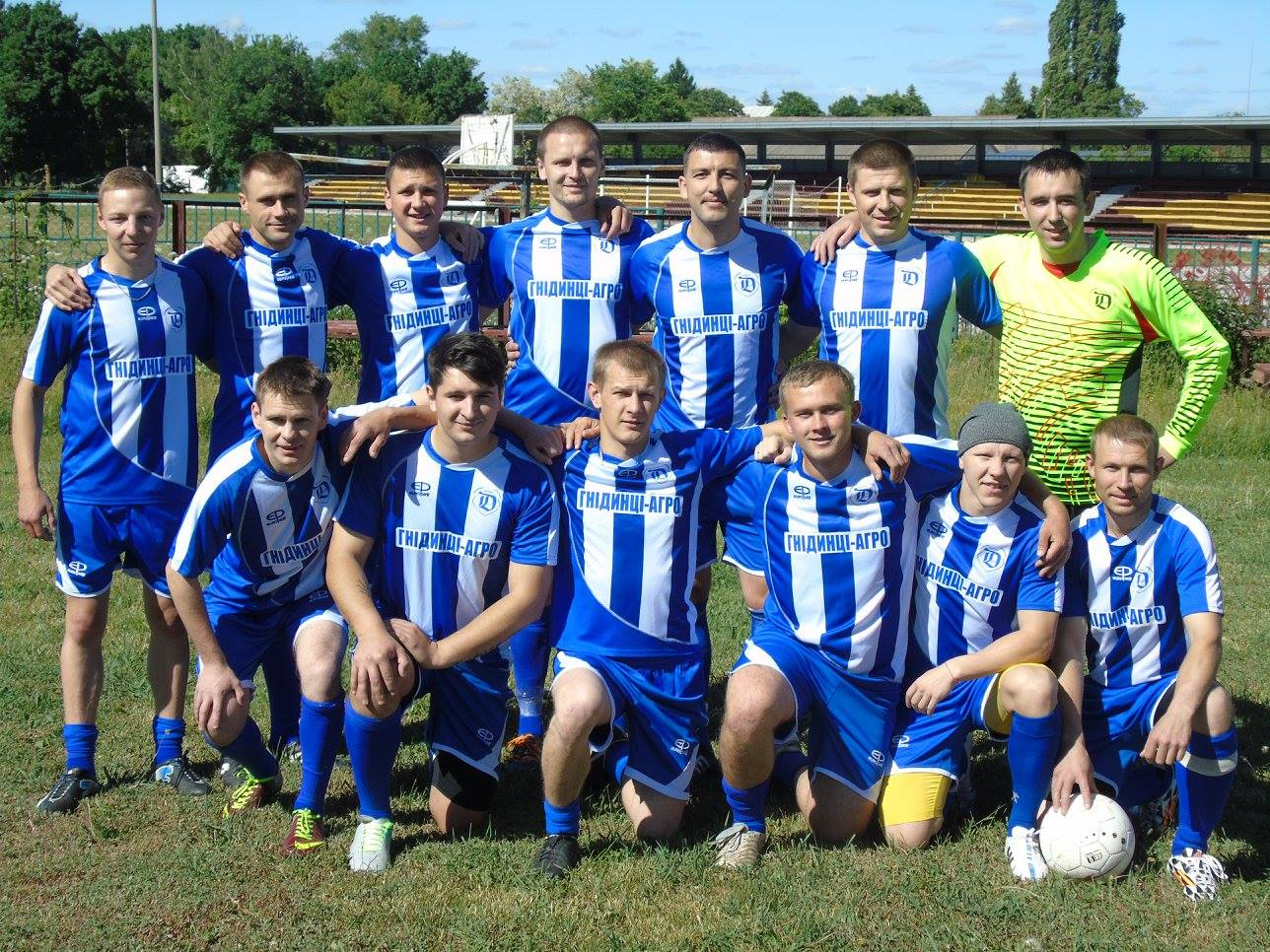
Склад ФК "Динамо" село Гнідинці зразка 2017 року

Досвід попереднього сезону та підігрітий ентузіазм команди дозволили продовжити почату справу. Завдання, поставлене самими перед собою, було простим — покращити результати виступів попереднього сезону. Місцевих футболістів підтримали й місцеві керівники аграрного підприємства ТОВ «Прогрес» — Сліпченко Павло Іванович та Бойко Микола Іванович. Вперше з 2008 року був придбаний комплект форми традиційних біло-синіх кольорів. На формі почала красуватися проста, але в той же час симпатична емблема авторства Олексія Бойка.
Кубок Варвинського району ознаменувався півфіналом і вильотом від ФК «Світличне» 1:2. В складі динамівців відзначився Юрій Дейкун.
Пріоритетним турніром для команди був чемпіонат. Основними конкурентами за золото чемпіонату були ІСТ-Агро-Ветеран, Прогрес та Журавка. Початок видався успішним. Динамо, підсилене молодими виконавцями з інших населених пунктів, але ослаблене відсутністю головного нападника Сергія Шеметуна (строкова служба), розпочало свій шлях досить вдало. Три перемоги і нічия з Прогресом. Провальною видалася гра, як виявилося пізніше, з головним конкурентом ІСТ-Агро-Ветеран — 1:5. Проте вже наступного туру в класній і видовищній грі Динамо взяло реванш і переважило шальки терезів на свою користь (рахунок 3:2). Але даний результат команда-суперник оскаржила і динамівці отримали технічну поразку, яка і виявилася вирішальною в Чемпіонаті. Срібні нагороди мало ощасливили гнідинчан, але сезон можна було назвати успішним і прогресивним. Кращим бомбардиром сезону став Богдан Сидоренко — 15 голів.

### Сезон 2018 року.

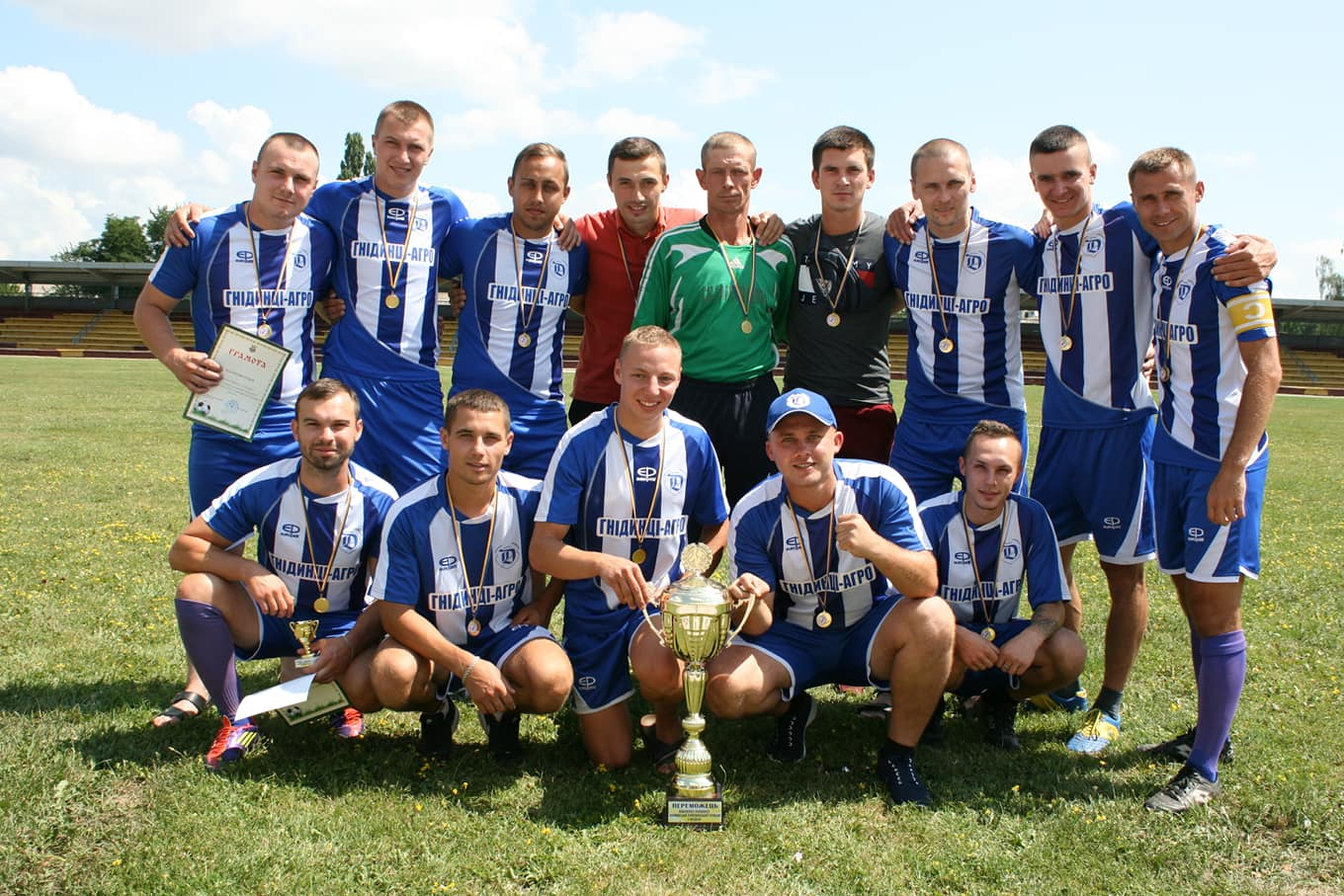
ФК "Динамо" Гнідинці, 2018

Весна 2018 року розпочалася з кубкового змагання під назвою «Пролісок». Турнір проходив за системою дві групи по чотири команди з подальшим виходом двох команд з кожної групи, які по круговій системі визначили переможця. Кубок розігрували вісім команд Варвинської СТГ. Головним претендентом на перемогу був остапівський ФК «Прогрес», який турнір розцінював як підготовку до першого у своїй історії чемпіонату Чернігівської області. Серед найсильніших команд також був і діючий чемпіон — ФК «Ветеран». В напруженій боротьбі, трохи несподівано і лише за рахунок кращої різниці забитих і пропущених голів з остапівчанами свій перший Кубок Варвинської СТГ регулярного розіграшу здобув ФК «Динамо».
Головною метою команди, як і минулого року, було золото Чемпіонату. Дещо спала конкуренція за відсутності в чемпіонаті району ФК «Прогрес», який почав виступи на обласному рівні, на жаль зменшилася і кількість учасників. Та це не зменшувало бажання гнідинчан стати чемпіоном. Команда подолала свій шлях неймовірно красиво — виграла всі ігри, відповідно, набрала максимум очок, випередивши найближчого переслідувача на 11 залікових пунктів. Кращими бомбардирами команди стали Сергій Шеметун та Олег Юрченко, які забили по дев'ять голів.
Історичні золоті медалі чемпіонату завоювали:
Воротарі: Гиленко Руслан, Васильченко Олег.
Захисники: Дейкун Юрій, Кучеря Олег, Даниленко Артем, Назим Ярослав, Бойко Віталій, Коваленко Олексій, Козленко Ростислав, Яговий Сергій, Жеребцов Сергій, Марунденко Євгеній.
Півзахисники: Кликов Віталій, Бойко Олексій, Коваленко Анатолій, Ющенко Євген, Дудник Дмитро, Приходько Сергій, Іщенко Юрій, Сербін Денис, Бойко Олександр, Зуб Олексій.
Нападники: Шеметун Сергій, Юрченко Олег.

### Сезон 2019 року.

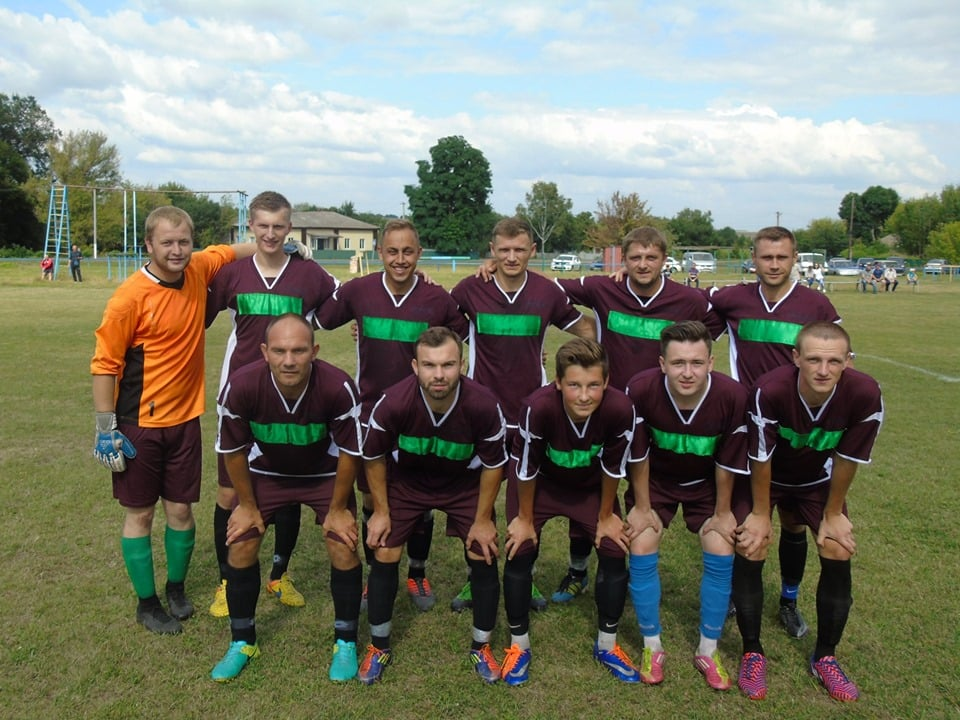
ФК "Динамо" Гнідинці, 2019

Підкорення районних масштабів збільшило апетити команди. 2019 року Динамо ухвалило рішення спробувати свої сили в чемпіонаті Чернігівської області. В розпорядженні колективу з Гнідинець були гравці попереднього сезону. Також надійшло підсилення від ветеранського цеху — Скрипка Ярослав, Коваленко Віталій, Кропива Сергій, Даценко Ярослав і виконавців з Журавки — Мовчан Максим, Гончаров Сергій, Крупко Артем. Важливу підтримку в платі організації участі в турнірі, а головне — тренерського процесу надав команді Ярослав Романович Марцінків. Він проводив тренування команди, а іноді й сам допомагав на футбольному полі. Динамо особливих завдань перед собою не ставило. Головна мета — здобути досвід та надати можливість (для когось єдину в житті) зіграти на більш серйозному рівні. Здобувши фінансову підтримку від директора ТОВ «Прогрес» Миколи Івановича Бойка ФК «Динамо» провело сезон у першій лізі Чемпіонату Чернігівської області. Гнідинчани зайняли останнє місце в турнірній таблиці, здобувши одну нічию та дві перемоги. Але здобутий неоціненний досвід був для команди важливіше будь-яких вершин.  

## Кольори
З середини 90-х років команда з Гнідинець виступала у формі синього кольору з елементами білого. На початку 2000-х років футболісти виступали у комплекті жовтого кольору. Приблизно у 2008 році була придбана форма зеленого кольору, в якій вона виступала на всіх турнірах. З початком новітньої історії у 2016 році, коли команда отримала назву ФК «Динамо», сформувалися/повернулися і відповідні біло-сині кольори клубу. Першу свою гру гнідинчани хотіли зіграти у формі традиційних кольорів, але такої в розпорядженні не було. Тому біло-синя форма у горизонтальну полоску, в якій команда вийшла на поле, була позичена у колег зі срібнянщини — команди села Гурбинці. Сезон 2016 року був зіграний у старій зеленій формі. А починаючи з сезону 2017 року для динамівців була придбана біло-синя форма у вертикальну смужку. Запасна форма дісталася команді у подарунок, вибирати не доводилося, тому бордовий комплект став виїзним для гнідинчан.

## Емблема
Зазвичай сільські команди існують без певної символіки та атрибутики. Довго і команда з Гнідинець не мала своєї емблеми. Вперше це питання піднялося  перед сезоном 2011 року. Тоді звичайними кустарними методами була створена перша емблема авторства Владислава Костенка, Тараса Сурового та Олексія Бойка. Емблема не була нанесена на форму та існувала суто формально. Так як команда виступала в жовтій та зеленій формах, то і кольори емблеми були відповідні. Двоглавий орел — символ Чернігівської області, напівм'яч-напівпланета, як філософська аксіома, що футбол — це гра всієї планети Земля.
На початку 2017 року перед замовленням нового комплекту форми була створена і нова емблема для її нанесення на форму. Олексій Бойко, який і створив емблему, не вигадував нічого нового та незвичного. Літера «Д» — перша літера назви команди і традиційний символ всіх динамівців на фоні щита.
У 2021 році пройшов невеликий ребрендинг місцевого рівня. Емблему було трішки змінено. Основа залишилася попередньою — щит, додалася назва команди та населений пункт, який вона представляє, а також графічний символ складений із літери «Д» — Динамо, та «Г» — Гнідинці.

Емблеми
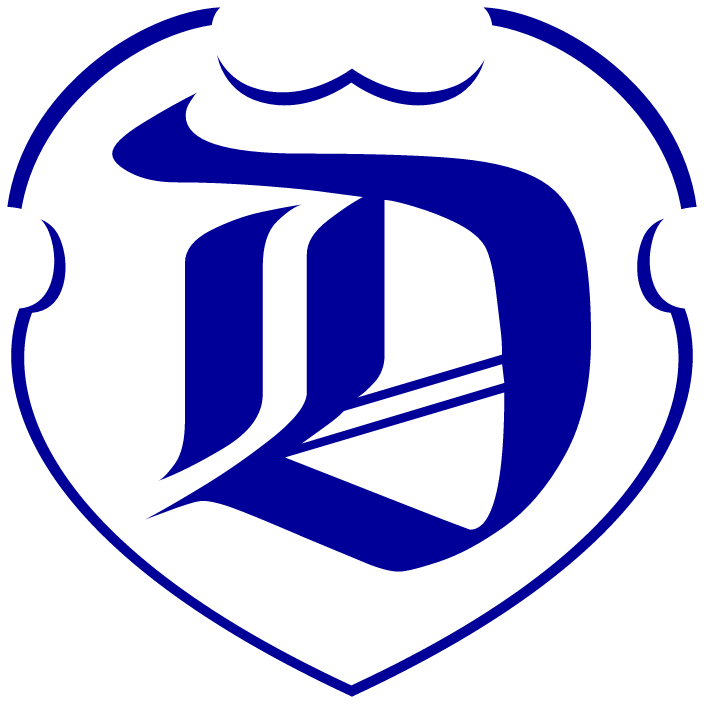
2017-2020 рр.
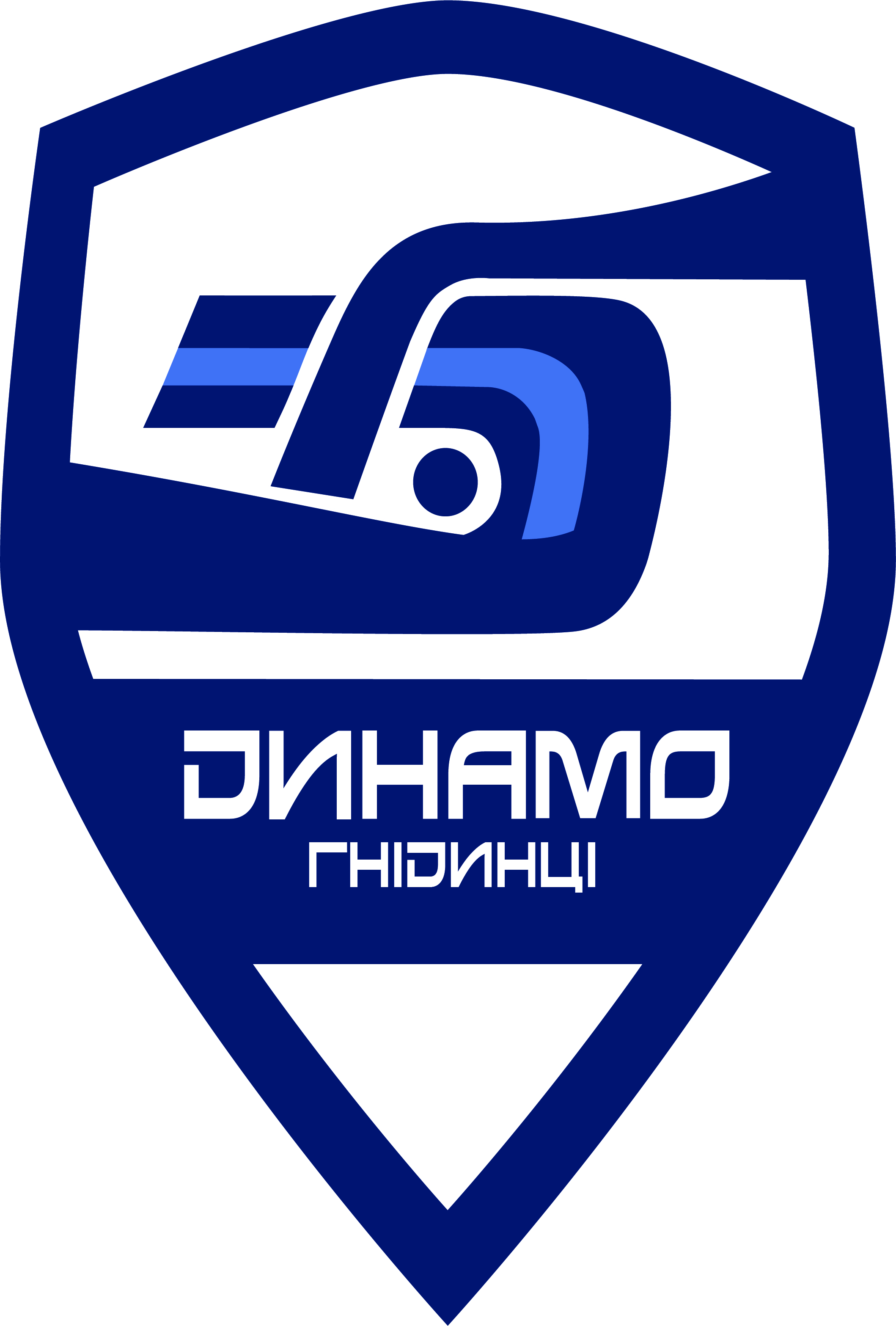
2021-...

## Бомбардири команди
| № п/п | Прізвище, ім'я       | Кількість голів |
| ----- | -------------------- | --------------- |
| 1     | Шеметун Сергій       | 47              |
| 2     | Сидоренко Богдан     | 22              |
| 3     | Бойко Олексій        | 21              |
| 4     | Коваленко Анатолій   | 14              |
| 5     | Скрипка Ярослав      | 12              |
| 7     | Юрченко Олег         | 12              |
| 6     | Дудник Дмитро        | 11              |
| 8     | Дейкун Юрій          | 11              |
| 9     | Буга Богдан          | 10              |
| 10    | Левадний Назар       | 8               |
| 11    | Гончаров Сергій      | 6               |
| 12    | Бойко Віталій        | 4               |
| 13    | Ющенко Євген         | 4               |
| 14    | Бойко Олександр      | 4               |
| 15    | Нагнойний Денис      | 4               |
| 16    | Іщенко Юрій          | 4               |
| 17    | Марунденко Євгеній   | 4               |
| 18    | Зуб Олексій          | 3               |
| 19    | Гиленко Руслан       | 3               |
| 20    | Галушка Олексій      | 3               |
| 21    | Сербін Денис         | 3               |
| 22    | Небрат Максим        | 3               |
| 23    | Коваленко Ростислав  | 2               |
| 24    | Долінський Тарас     | 2               |
| 25    | Даценко Ярослав      | 2               |
| 26    | Костенко Владислав   | 2               |
| 27    | Бицак Владислав      | 2               |
| 28    | Семеняко Роман       | 2               |
| 29    | Стеблак Андрій       | 2               |
| 30    | Даниленко Артем      | 1               |
| 31    | Дейнека Валерій      | 1               |
| 32    | Коваленко Віталій    | 1               |
| 33    | Лещенко Костянтин    | 1               |
| 34    | Павлік Андрій        | 1               |
| 35    | Кропива Сергій       | 1               |
| 36    | Виноградський Сергій | 1               |
| 37    | Мовчан Максим        | 1               |
| 38    | Крупко Артем         | 1               |